# 126-та окрема бригада берегової оборони (РФ)
126-та окрема гвардійська Горлівська Червонопрапорна, ордена Суворова бригада берегової оборони (126 ОБрБО, в/ч 12676) — формування військ берегової оборони Росії чисельністю в бригаду. Пункт постійної дислокації — окупована територія України: с. Перевальне, Крим. Перебуває у складі окупаційного 22-го армійського корпусу Чорноморського флоту Росії.
Бригада була сформована наприкінці 2014 року на фондах захопленого місця дислокації 36-ї окремої бригади берегової оборони ВМС України. 2022 року бригада брала участь у повномасштабному вторгненні Росії до України.

## Історія

### Передумови
У лютому 2014 року Російська Федерація почала військову операцію проти України з окупації Автономної Республіки Крим. 18 березня 2014 року Росія анексувала Крим.

### Створення
Після анексії Криму, більша частина особового складу 36-ї бригади берегової оборони зрадила Україну і перейшла на службу до ЗС Росії. Надалі на цих фондах російським командуванням було сформовано 126-ту бригаду берегової оборони Чорноморського флоту РФ. Пояснень причин наступності й підстав для цього російські офіційні джерела не оприлюднювали. Бойове знамено бригада отримала 11 грудня 2014 року.
Бригада отримала нову техніку, зокрема, танковий батальйон був переозброєний на модернізовані танки Т-72Б3.

### Російське вторгнення в Україну 2022 року
2022 року бригада брала участь у повномасштабному вторгненні Росії до України.
2 березня 2022 військові  80-ї десантно-штурмової бригади ЗСУ змогли придушити вогнем два артдивізіони противника, зокрема гаубичний артилерійський та реактивно-артилерійський 126-ї бригади, які відкрили вогонь по місту Вознесенськ Миколаївської області. Українські десантники захопили трофейну техніку, знищили машину з боєкомплектом, командно-штабну машину, дві одиниці РСЗО «Град» та близько 30 російських окупантів.
20 березня 2022 полонені 126-ї бригади давали пресконференцію в Києві:

| У січні до нашої частини приїжджала комісія, перевіряли техніку, проводили марші. Одягали особовий склад, комплектували його бронежилетами, касками, розвантаженнями, озброєнням. Проводили майже кожен день стройові огляди. Готували техніку серйозно: БТР, танки. Заправляли повністю боєприпасами, проводили навчання, тренували особовий склад. Проводили пропаганду. Казали, що це навчання, щоб особовий склад нічого не знав. Але ми як офіцери розуміли, що це не просто так. І знали, що готується удар на Україну. І так по 20 лютого військові частини Криму, це 810 (Севастополь), 12676 (Перевальне) повністю укомплектовані, були відправлені на мис Опук біля Керчі для підготовки та проведення не просто навчань, а тренування бойовими снарядами з усіх видів: гаубиць, реактивних снарядів, танків, САУ, а також підготовка особового складу до проведення стрільб з автомата калашникова, кулемета та гранатомета |
| — Руденко Ігор Олексійович, начальник підрозділу зв'язку 126-ї окремої бригади берегової оборони |

21 березня 2022 повідомлялося, що 80-та десантно-штурмова бригада ЗСУ розбила підрозділи 126-ї бригади. 25 березня повідомлялося, що в окупованому Криму поховали одночасно близько сотні військових з 126-ї окремої бригади берегової оборони.
28 березня 2022 президент Путін надав бригаді звання гвардійської, одночасно з 155-ю бригадою морської піхоти.
25 серпня 2023 після обстрілу бази 126-ї бригади у Перевальному зафіксована значна пожежа, за повідомленням місцевих ЗМІ є загиблі та поранені. Того ж дня ГУР МО підтвердили завдання удару по базі. 

## Структура
- управління[13];

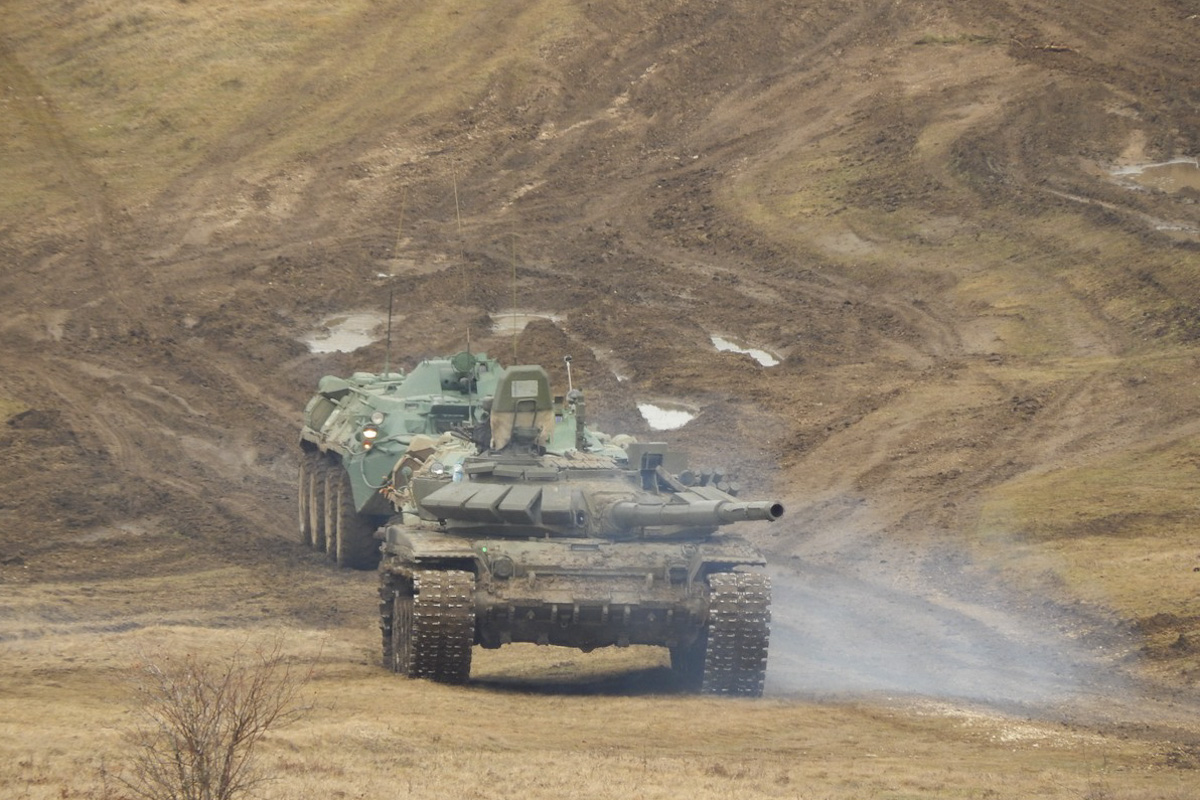
126-та бригада 14 лютого 2019 року.

- 1-й мотострілецький батальйон (гірський), Перевальне Сімферопольського району;
- 2-й мотострілецький батальйон, Перевальне Сімферопольського району;
- батальйон морської піхоти (м. Феодосія);
- танковий батальйон;
- гаубичний артилерійський дивізіон;
- реактивний артилерійський дивізіон;
- зенітний ракетний дивізіон;
- стрілецька рота снайперів;
- розвідувальна рота;
- інженерний батальйон;
- батальйон управління (зв'язку);
- рота РЕБ;
- рота РХБЗ;
- батальйон матеріального забезпечення;
- ремонтна рота;
- комендантська рота;
- медична рота.

## Командування
- полковник Стороженко Сергій Іванович[14][15][16]

## Втрати
- В ході повномасштабного вторгнення в Україну на 25 січня 2023 року вдалося встановити імена щонайменш 31 загиблого російського військового[17].

Із відкритих джерел відомо про деякі втрати бригади: